# Reguläre Funktion
In der algebraischen Geometrie ist eine reguläre Funktion eine Funktion von einer Varietät in ihren Körper. Der Ring der regulären Funktionen kann auf jeder offenen Menge der Varietät definiert werden. Diese Ringe bilden eine Garbe. Der Ring der Funktionen, die auf der ganzen Varietät regulär sind, nennt man den Koordinatenring. Reguläre Funktionen werden unter anderem gebraucht, um Morphismen von Varietäten zu definieren. Reguläre Funktionen sind nicht zu verwechseln mit regulären Abbildungen, womit manchmal in der Literatur auch Morphismen von Varietäten bezeichnet werden.
Daneben gibt es den Begriff reguläre Funktion auch in der Funktionentheorie, wo er holomorphe Funktionen bezeichnet, die nicht singulär sind.

## Reguläre Funktionen
Ist {\displaystyle Y\subset \mathbb {A} _{k}^{n}} (oder {\displaystyle Y\subset \mathbb {P} _{k}^{n}}) eine quasi-affine (oder quasi-projektive) Varietät, so ist eine Funktion {\displaystyle f\colon Y\to k} regulär in einem Punkt {\displaystyle P\in Y}, wenn es eine (bezüglich der Zariski-Topologie) offene Umgebung {\displaystyle U} von {\displaystyle P\in U} und (homogene) Polynome {\displaystyle g,h\in k[x_{1},\ldots ,x_{n}]} ({\displaystyle g,h\in k[x_{0},\ldots ,x_{n}]} vom selben Grad) gibt, sodass {\displaystyle h} keine Nullstellen auf {\displaystyle U} hat und {\displaystyle f} auf {\displaystyle U} durch {\displaystyle {\tfrac {g}{h}}} gegeben ist, d. h. {\displaystyle f|_{U}={\tfrac {g}{h}}}.
Bemerke, dass im projektiven Fall {\displaystyle {\tfrac {g}{h}}} eine wohldefinierte Funktion ist, da {\displaystyle g} und {\displaystyle h} homogen und vom gleichen Grad sind.
Ist {\displaystyle Y} eine quasi-affine (oder quasi-projektive) Varietät, so ist eine Funktion {\displaystyle f\colon Y\to k} regulär, wenn sie auf jedem Punkt in {\displaystyle Y} regulär ist.
Wird der Körper {\displaystyle k} mit dem affinen Raum {\displaystyle \mathbb {A} _{k}^{1}} identifiziert, so ist eine reguläre Funktion stetig in der Zariski-Topologie.
Eine wichtige Folgerung daraus ergibt sich für irreduzible Varietäten: Sind {\displaystyle f} und {\displaystyle g} reguläre Funktionen auf {\displaystyle Y} und gibt es eine nichtleere, offene Menge {\displaystyle U\subset Y}, auf der {\displaystyle f} und {\displaystyle g} übereinstimmen, so stimmen {\displaystyle f} und {\displaystyle g} auf {\displaystyle Y} überein. Denn die Menge aller Punkte, auf der {\displaystyle f-g=0} ist, ist nicht leer, abgeschlossen und dicht.

## Die Garbe der regulären Funktionen und der Koordinatenring
Für jede offene Menge {\displaystyle U\subset Y\subset \mathbb {A} _{k}^{n}} bildet die Menge der regulären Funktionen auf {\displaystyle U} einen Ring, der mit {\displaystyle {\mathcal {O}}(U)} bezeichnet wird. Diese Ringe bilden eine Prägarbe. Da die regulären Funktionen durch lokale Eigenschaften definiert sind, bilden sie sogar eine Garbe. Diese Garbe steht in enger Beziehung zu dem affinen Schema der Varietät. Den Ring der Funktionen, die auf der gesamten Varietät regulär sind, nennt man Koordinatenring {\displaystyle A(Y)}. Er ist isomorph zu {\displaystyle k[X_{1},\ldots ,X_{n}]/I(Y)}. Dabei ist {\displaystyle I(Y)} das Verschwindeideal von {\displaystyle Y}, also das Ideal der Polynome, die in jedem Punkt von {\displaystyle Y} Null sind.
Der Koordinatenring {\displaystyle A(Y)} ist ein Integritätsbereich und eine endlich erzeugte {\displaystyle k}-Algebra.

## Der lokale Ring eines Punktes
Der lokale Ring eines Punktes ist der Ring der Keime von regulären Funktionen. Dieser Ring wird mit {\displaystyle {\mathcal {O}}_{P,Y}} oder nur {\displaystyle {\mathcal {O}}_{P}} bezeichnet. Dieser Ring besteht also aus Äquivalenzklassen von {\displaystyle \langle U,f\rangle } mit {\displaystyle P\in U}, wobei {\displaystyle \langle U,f\rangle } äquivalent zu {\displaystyle \langle V,g\rangle } ist, wenn {\displaystyle f} und {\displaystyle g} auf {\displaystyle U\cap V} übereinstimmen. Dieser Ring ist ein lokaler Ring, sein maximales Ideal besteht aus den Keimen, die in {\displaystyle P} verschwinden.